# حفل توزيع جوائز الأوسكار التاسع عشر
حفل توزيع جوائز الأوسكار التاسع عشر (بالإنجليزية: 19th Academy Awards)‏ هو حدث نظمته أكاديمية فنون وعلوم الصور المتحركة لتكريم أفضل الأفلام لسنة 1946. أقيم الحفل بتاريخ 13 مارس، 1947 في شراين أوديتوريوم، لوس أنجلوس، كاليفورنيا، وقدّمه جاك بيني. في هذه الدورة، فاز فيلم أجمل سنوات العمر بجائزة أفضل فيلم، وحاز الممثّل فريدريك مارج على جائزة أفضل ممثّل، ونالت الممثلة أوليفيا دي هافيلاند جائزة أفضل ممثّلةٍ، وكانت جائزة الأوسكار لأفضل مخرج من نصيب المخرج ويليام وايلر.
أكثر الأفلام ترشيحاً للحصول على جوائز كان فيلم أجمل سنوات العمر حيث تلقّى 8 ترشيحات، وكان كذلك أكثرها فوزاً حيث فاز بـ 7 جوائز.

## الجوائز
- جائزة أفضل فيلم:

أجمل سنوات العمر
- جائزة أفضل مخرج:

ويليام وايلر
- جائزة أفضل ممثّل:

فريدريك مارج
- جائزة أفضل ممثّلة:

أوليفيا دي هافيلاند
- جائزة أفضل ممثّل مساعد:

هارولد راسيل
- جائزة أفضل ممثّلة مساعدة:

آن باكستر
- جائزة أفضل سيناريو مقتبس:

أجمل سنوات العمر
- جائزة أفضل موسيقى تصويريّة:

قصة جولسن - أجمل سنوات العمر
- جائزة أفضل تأثيرات بصريّة:

روحٌ مبتهجةٌ
- جائزة أفضل خلط أصوات:

قصة جولسن

## وصلات خارجية
- حفل توزيع جوائز الأوسكار التاسع عشر على موقع IMDb (الإنجليزية)
- حفل توزيع جوائز الأوسكار التاسع عشر على موقع ميوزك برينز (الإنجليزية)
- الموقع الرسمي لجوائز الأكاديمية.
- الموقع الرسمي لأكاديمية فنون وعلوم الصور المتحركة.
- قناة جوائز الأوسكار على موقع يوتيوب (تُديره أكاديمية فنون وعلوم الصور المتحركة).
- مقتطفات فيديو من أكاديمية فنون وعلوم الصور المتحركة.